# Messinische Salinitätskrise

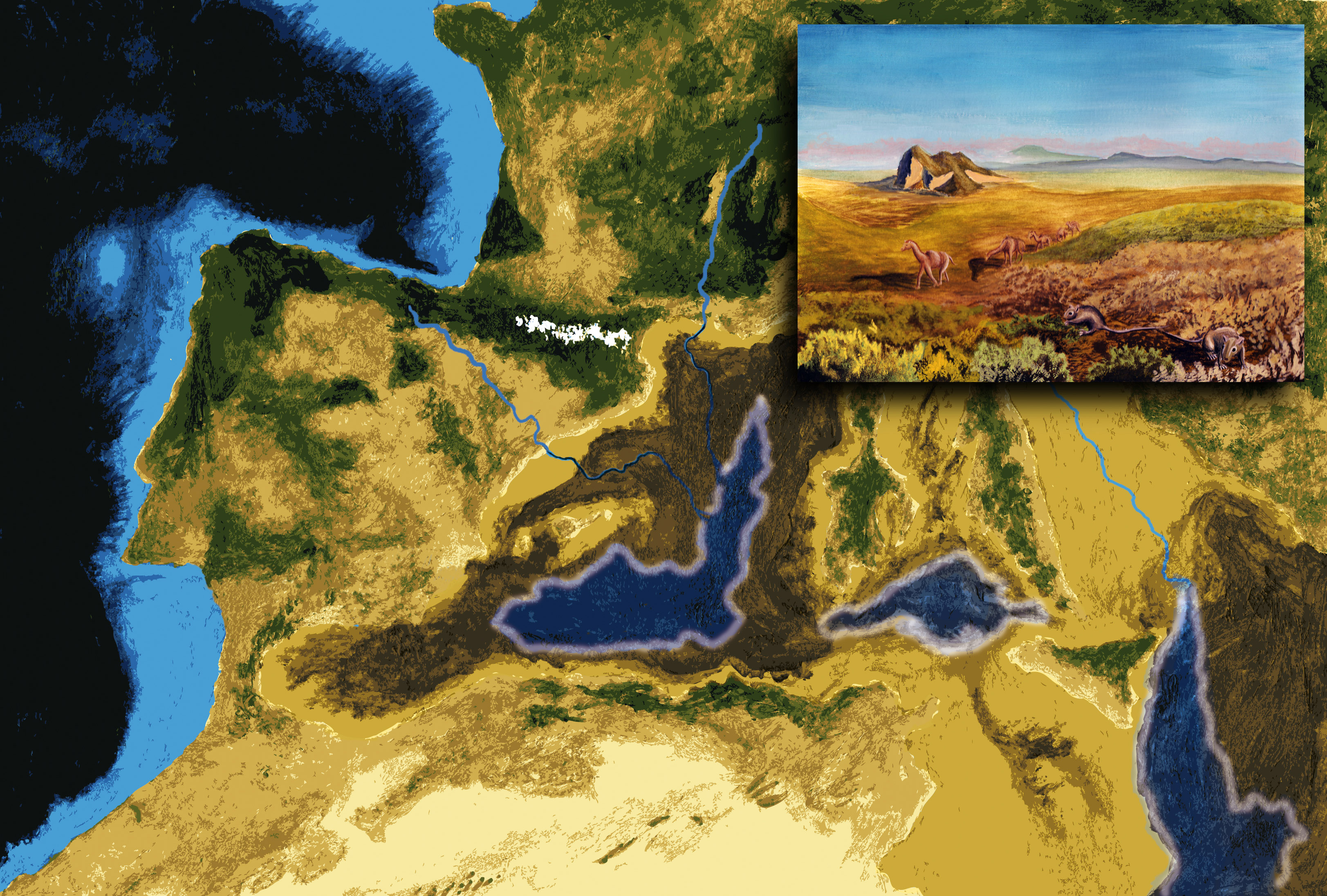
Künstlerische Darstellung des westlichen Mittelmeers nach der vollständigen Abtrennung vom Atlantik. Die Flüsse haben tiefe Schluchten in die exponierten Kontinentalränder gegraben. Der starke Anstieg der Salzkonzentration in den verbliebenen schrumpfenden Wasserkörpern führt zur Bildung von Evaporiten. Das in die Karte eingefügte Bild veranschaulicht den Transit von Säugetieren von Nordafrika nach Iberien über die trockengefallene Straße von Gibraltar.

Die Messinische Salinitätskrise (auch Messinische Salzkrise, englisch: Messinian salinity crisis, abgekürzt MSC) ist ein Abschnitt der Erdgeschichte, in dem das Mittelmeer teilweise oder vollständig ausgetrocknet war. Hierbei lagerten sich in den tiefsten Meeresbecken bis zu drei Kilometer mächtige Verdunstungsgesteine (Evaporite) ab. Dies geschah in der Zeit vor ungefähr sechs Millionen Jahren bis vor etwa fünf Millionen Jahren am Ende des Messiniums, der letzten Stufe des Miozäns.

## Entdeckungsgeschichte
Bereits um 1833 war dem britischen Geologen Charles Lyell in verschiedenen Fossilfundstellen in Italien ein frappierender Faunenschnitt aufgefallen, an dem viele Lebewesen, die zuvor das Mittelmeer bevölkert hatten, verschwanden und durch andere Organismen verdrängt wurden. Aus letzteren sollte dann weitgehend die heutige Fauna hervorgehen. Mit diesem markanten Ereignis legte Lyell die Grenze zwischen den geologischen Epochen des Miozäns und des Pliozäns fest.

### Erste Hinweise
In der Ebene von Valence in Südfrankreich wurde gegen Ende des 19. Jahrhunderts bei der Anlage von Trinkwasserbrunnen eine unter quartären Schottern verborgene Schlucht entdeckt, die unerklärlich tief in den kristallinen Untergrund eingeschnitten war. Später gelang es, diese Schlucht im gesamten Tal der Rhone zwischen Lyon und der Camargue nachzuweisen, wo sie mit Meeressedimenten des Pliozäns gefüllt war. Manche französischen und italienischen Paläontologen zogen schon damals eine zeitweilige Austrocknung des Mittelmeeres in Betracht, um dieses Phänomen zu erklären. Noch zu Beginn des 20. Jahrhunderts waren solche Vorstellungen verbreitet, galten jedoch als hoch spekulativ. So benutzte der Science-Fiction Autor H. G. Wells, der in seiner Jugend unter anderem bei Vincent Illing in London Geologie studiert hatte, die Idee in seiner Kurzgeschichte The Grisly Folk.
1958 offenbarten seismische Messungen des nordamerikanischen Ozeanographen Brackett Hersey eine bisher unbekannte geologische Struktur, die sich stets etwa 100 bis 200 Meter unter dem Boden des Mittelmeeres befand. Da diese Fläche, der sogenannte „M-Reflektor“, dem heutigen Profil des Meeresbodens eng folgte, lag es nahe, dass es sich um eine harte Gesteinsschicht handelte, die sich zu einem bestimmten Zeitpunkt gleichmäßig und zusammenhängend im ganzen Mittelmeerraum abgelagert hatte. Außerdem traten in den seismischen Profilen Strukturen auf, die an Salzstöcke erinnerten, die aus der Tiefe empordrangen und die überlagernden Sedimente durchstießen. Viele Geologen vermuteten damals, dass das Salz aus der Zeit des Perms oder der Trias stammen müsste, denn während dieser geologischen Zeitalter waren vor mehr als 200 Millionen Jahren an vielen Stellen der Welt ergiebige Salzlagerstätten entstanden, u. a. auch die der Zechstein-Serie Mitteleuropas. Da sich die bisher bekannten permischen und triassischen Salzlager allerdings in einem relativ flachen Epikontinentalmeer, d. h. über kontinentaler Kruste, gebildet hatten und nicht in einem tiefen Ozeanbecken, galten die neu entdeckten Strukturen als Beleg, dass sich das Mittelmeerbecken irgendwann während der 200 Millionen Jahre nach der Trias eingesenkt hatte.
Nur wenige Geologen spekulierten, ob diese Salzstöcke nicht doch gleichzeitig mit den kleinen verstreuten Evaporit-Vorkommen entstanden sein könnten, wie sie zum Beispiel bei der Stadt Messina auf Sizilien aufgeschlossen sind (und die der Messin-Stufe ihren Namen gegeben haben). Weitere salz- und gipsführende Formationen dieses Alters fanden sich im Piemont, in der Toskana, in Kalabrien sowie in Spanien, Marokko, Algerien, Tunesien, Griechenland, in der Türkei, auf Zypern und in Israel.

### Die Entdeckung

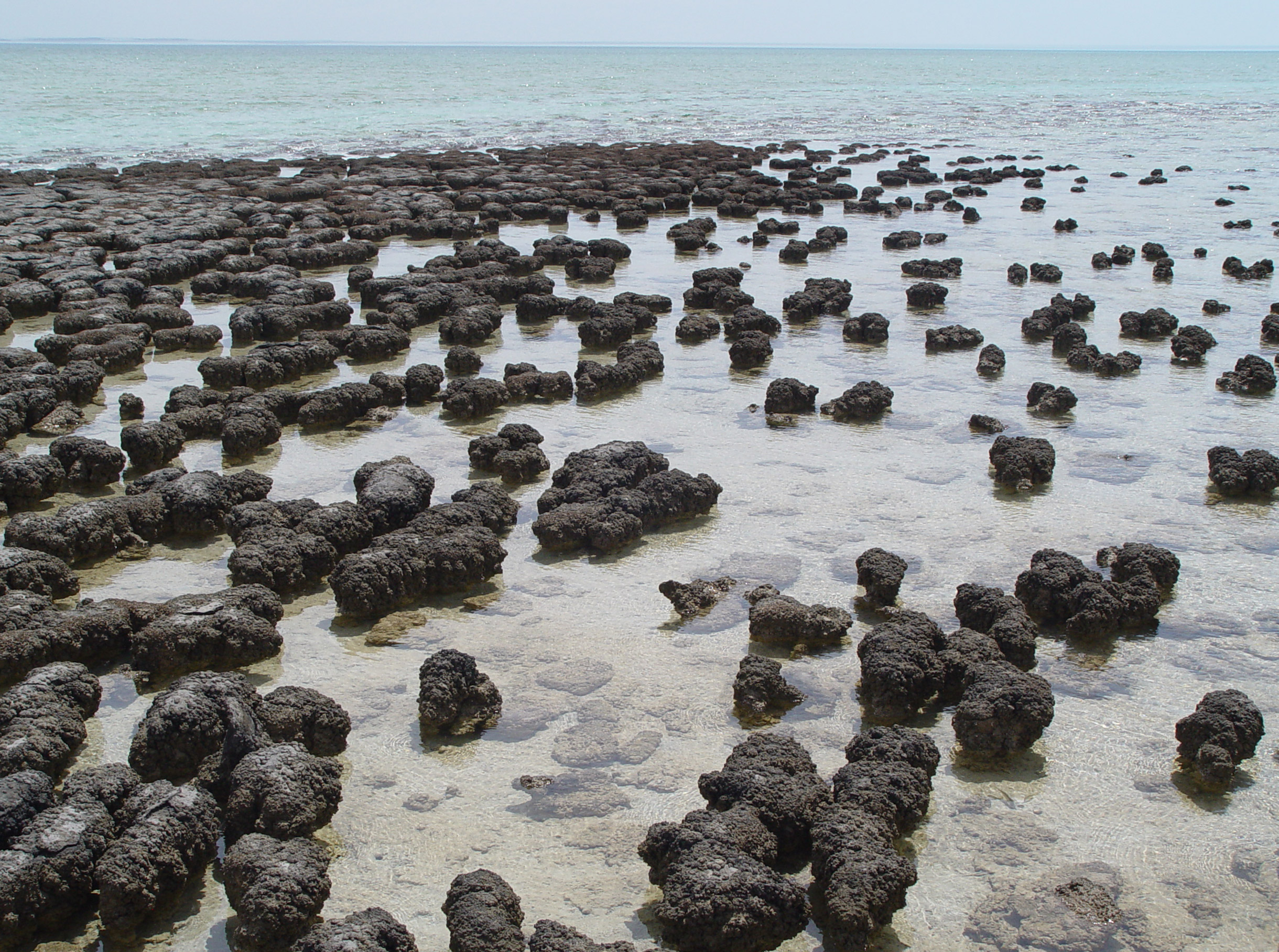
Stromatolithen in übersalzenen tropischen Gewässern (hier: Shark Bay, Australien)

Die ersten handfesten Belege für die ehemalige Austrocknung des Mittelmeers ergaben sich im Sommer 1970 im Rahmen der Leg-13-Expedition des Tiefseebohrschiffs Glomar Challenger. Die Geologen unter der wissenschaftlichen Leitung von William Ryan und Kenneth Hsü förderten im Balearen-Becken Bohrkerne zu Tage, die die überraschende Natur des „M-Reflektors“ enthüllten. Bereits in den Bohrungen 121 bis 123 wurden kleinere Reste von Dolomit (ein Gestein ähnlich wie Kalkstein, nur mit magnesiumreichem Karbonat) und Gipsgerölle erbohrt, ohne dass man jedoch weiterreichende Schlussfolgerungen daraus gezogen hätte. Der Gips konnte ja schließlich vom nahe gelegenen Festland eingespült worden sein. In der Bohrung 124 fanden sich dann aber in einer Tiefe von etwa 2000 Metern unter dem Meeresspiegel Stromatolithen und anstehender Anhydrit. Bei Stromatolithen handelt es sich nun um feine Wechsellagerungen von verfestigtem Schlamm und Kalk, der von Algenmatten in der Gezeitenzone von flachen tropischen Gewässern abgelagert wird. Der sogenannte „Hühnerdraht“-Anhydrit hingegen ist ein Calciumsulfat – wie Gips, jedoch ohne eingeschlossenes Kristallwasser –, das fast ausschließlich in „Salzmarschen“ (Sabchas), sehr heißen und trockenen Küstenebenen, ausgefällt wird, in denen selbst das Grundwasser Temperaturen über 30 °C erreicht. Bei niedrigeren Temperaturen bildet sich lediglich Gips. Die Fossilien (in diesem Fall mikroskopisch kleine Kalkschalen von Foraminiferen) in den Meeresablagerungen unterhalb der Sabcha-Sedimente datieren nicht aus dem Perm, sondern stammen aus der weit jüngeren Stufe des Messins.

### Erklärungsversuche
Auf den ersten Blick schienen diese Befunde völlig unvereinbar miteinander zu sein. Einerseits deuteten die erbohrten Gesteine und Sedimentstrukturen eindeutig auf eine Ablagerung unter sehr flachem Wasser hin. Andererseits ließen die seismischen Daten erkennen, dass der „M-Reflektor“ die tiefen Böden des Mittelmeeres bedeckte, so als ob er sich dort, an Ort und Stelle, in großer Tiefe, gebildet hätte. Außerdem sollten die Evaporite plötzlich gleichzeitig mit einer Vielzahl von kleinen isolierten Vorkommen auf den umliegenden Festländern entstanden sein, die man bisher nur für unbedeutende lokale Ereignisse gehalten und kaum miteinander in Verbindung gebracht hatte.
Ein Erklärungsversuch, der auch von einem Mitglied der Leg-13-Expedition vertreten wurde, dem Sedimentologen Vladimir Nesteroff, lautete: Als sich die messinischen Evaporite ablagerten, müsse das Mittelmeer noch ein flaches Nebenmeer gewesen sein, das sich nach der Abschnürung vom Atlantik in eine weite Salzpfanne verwandelt hätte. Die Einsenkung des Ozeanbeckens könne dann aber nicht mehr irgendwann im Laufe des Mesozoikums oder Känozoikums stattgefunden haben, sondern müsste sich sehr rasch, vor weniger als fünf Millionen Jahren ereignet haben.
Andere Forscher, wie der Leiter der Expedition Bill Ryan selbst, zweifelten jedoch an der Möglichkeit einer dermaßen raschen „Ozeanisierung“ von kontinentaler Kruste. In der klassischen Geosynklinaltheorie waren solche Ideen über „Einsturzbecken“ und „Senkungströge“ noch vertretbar gewesen, aber seit dem Aufkommen des neuen geotektonischen Modells der Plattentektonik in den sechziger Jahren waren sie immer mehr in Diskredit geraten. Deshalb folgerte man, dass sich der Anhydrit auf irgendeine Weise in tiefem Wasser gebildet haben musste. Tatsächlich wurden bei späteren Bohrungen nicht nur oberhalb der Salze Tiefseesedimente gefunden, sondern auch schon darunter. Aus diesem Grund erwog man Modelle, wie sich auch an der Basis einer großen Wassersäule schwere Salzlaken oder Solen ansammeln könnten, die stark genug konzentriert wären, um leicht lösliche Minerale auszufällen.

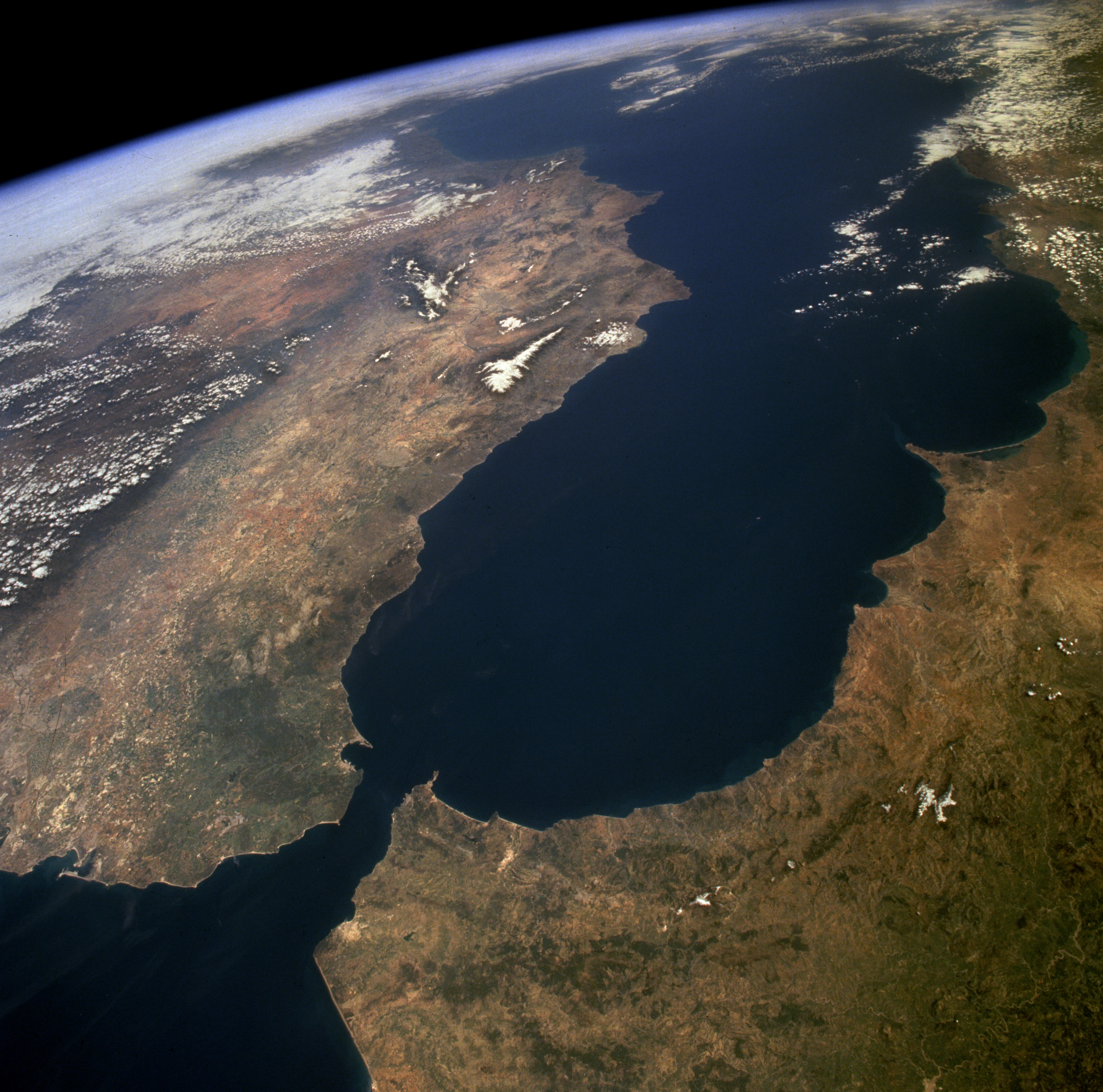
Die Straße von Gibraltar und das westliche Mittelmeer (Alborán-See) aus dem All gesehen

Letztendlich setzte sich jedoch eine Vorstellung durch, die die widersprüchlichen Befunde endlich vereinen konnte. Die Evaporite hatten sich zwar unter flachem Wasser abgelagert (schließlich hätten die Algenmatten, die die Stromatholiten gebildet hatten, niemals in der lichtlosen Tiefsee existieren können), aber dennoch lagen sie mehrere tausend Meter unterhalb des Weltmeeresspiegels. Während die Straße von Gibraltar geschlossen war und das Eindringen von Wasser aus dem Atlantik verhinderte, müssen die Evaporite auf dem Grund von sehr tiefen, wüstenhaften Becken entstanden sein.
Einen wichtigen Hinweis lieferte bereits das Bohrloch 133 westlich von Sardinien. Hier fanden sich unter dem „M-Reflektor“ keine Evaporite, sondern Wechsellagerungen von wohlgerundeten Kiesen mit intensiv rot und grün gefärbten Siltsteinen. Offenbar handelte es sich um die Ablagerungen von Wüstenflüssen, die den sardischen Festlandssockel hinab geströmt waren und an seinem Fuß Schuttfächer gebildet hatten. Im Bohrloch 134 fand sich bereits Steinsalz, das zu den Verdunstungsmineralen gehört, die fast als allerletzte ausfallen.
In der Folge kamen außerdem immer mehr Hinweise zu Tage, dass sich die seit langem bekannten Tiefsee-Canyons vor den Mündungen der Rhone und anderer Flüsse nicht erst im Pleistozän durch das Wirken von Unterwasserlawinen gebildet hatten wie die Canyons im Atlantik und Pazifik, sondern bereits am Ende des Miozäns in die steilen Flanken des weitgehend ausgetrockneten Mittelmeerbeckens bis tief hinunter zu den heutigen Tiefseeebenen geschnitten wurden. Zum Beispiel befand sich das Bett des Nil damals bei Assuan bereits 750 Meter unter dem heutigen Meeresspiegel, wie man bei der Errichtung des Nasser-Staudamms von 1959 bis 1970 feststellte, an der Mündung bei Kairo sogar 2400 Meter tief.

## Weitere Erkenntnisse
Allerdings konnte das enorme Volumen der erhaltenen messinischen Evaporite, die, wie man später feststellte, maximale Mächtigkeiten von bis zu drei Kilometern erreichten, nicht im Laufe eines einzigen Austrocknungsereignisses abgelagert worden sein. Das gesamte im Mittelmeer gelöste Salz hätte dazu niemals ausgereicht.

### Die Ablagerungszyklen
Nach eingehender Untersuchung des Bohrloches 124 erkannte Kenneth Hsü zwei Jahre nach Ende der Bohrkampagne, dass die Beschaffenheit der Schichten deutlich auf mehrere Zyklen hinwies, in denen das Mittelmeer ausgetrocknet und wieder gefüllt worden war. Zu diesem Zeitpunkt war ihm auch bereits die Existenz eines großen Brackwassersees (Paratethys) in Osteuropa bekannt.
Das älteste Sediment jedes einzelnen Zyklus stammte entweder aus der Tiefsee oder aus einem großen Brackwassersee. Feinkörnige Sedimente auf Böden mit ruhigem Wasser oder aus großer Tiefe weisen vollkommen gleichmäßige Streifung auf. In dem Maße, wie das Becken austrocknete und die Wassertiefe abnahm, wurde infolge des zunehmenden Spiels der Wellen die Bänderung immer unregelmäßiger. Und als die Stellen, wo sich Sedimente ablagerten, nur noch von Zeit zu Zeit unter Wasser standen, bildete sich Stromatolith. Schließlich lag, nach weiterer Austrocknung, auch das zuvor noch zeitweilig überschwemmte Gelände völlig trocken, und jetzt wurde vom salzhaltigen Sabcha-Grundwasser Anhydrid ausgefällt. Plötzlich aber schwappte entweder Meerwasser über die Straße von Gibraltar – oder eine größere Brackwassermenge brach aus dem osteuropäischen Brackwassersee ein. Nun füllte sich das Balearen-Becken wieder, und feinkörnige Schlamm-Massen, die der Wassereinbruch mitführte, überlagerten abrupt den „Hühnerdraht-Anhydrit“. Im Lauf der Jahrmillionen, die die sogenannte Messina-Phase des Spätmiozäns umfasste, wiederholte sich dieser Zyklus mindestens acht- bis zehnmal.

### Chronologie

Paläogeographie des westlichen Mittelmeeres zu Beginn des Messiniums: B = Betische Straße, G = heutige Straße von Gibraltar M = Alborán-Becken, S = Sorbas-Becken, R = Rif-Straße. Die heutigen Küstenlinien sind in Rot eingezeichnet.

Vor 20 Millionen Jahren bildete der Vorläuferozean des Mittelmeeres, die Tethys, noch eine breite Wasserstraße zwischen dem Indischen Ozean und dem sich öffnenden Atlantik. Jedoch wurde die Tethys im Laufe der folgenden Zeit immer weiter eingeengt, bis im mittleren Miozän vor etwa 15 Millionen Jahren die Afrikanische Platte mit Vorderasien kollidierte. Dies führte zur Auffaltung von Kettengebirgen im Nahen Osten und beendete die Verbindung des entstehenden Mittelmeeres zum Indischen Ozean. Von nun an bestanden nur noch Verbindungen zum Atlantik in Gestalt der Betischen Straße im Süden der Iberischen Halbinsel (Iberischer Block, Iberische Kleinplatte oder einfach Iberia), nördlich der Betischen Kordillere, und der Rif-Straße in Nordwest-Afrika, südlich des Rif-Gebirges. Die heutige Straße von Gibraltar war vom Gebirgsbogen, welcher Betische Kordillere und Rif miteinander verband (Gibraltar-Bogen), verschlossen.
Der genaue Ablauf und die genauen Gründe für die messinische Salinitätskrise sind noch immer umstritten. Man darf jedoch davon ausgehen, dass das Mittelmeer ohne jeglichen Zufluss in einigen zehntausend Jahren verdunsten würde. Während man früher meist von einem globalen Meeresspiegelabfall ausging oder von einer seitlichen Einengung der verbliebenen Meeresstraßen durch tektonische Bewegungen, so wird seit 2003 ein Modell diskutiert, nach dem großräumige Bewegungen im oberen Erdmantel zu einer Verschließung der Meerespassagen zwischen dem Atlantik und dem Mittelmeer führten.
In dem Modell schlagen die Autoren vor, dass die Subduktion ozeanischer Lithosphäre unter der Alborán-See (westlichstes Mittelmeer) Bänder von subkontinentaler Mantellithosphäre unter dem Südrand von Iberia und Nordwest-Afrika abschälte. Das Entfernen von Material im unteren Bereich der Lithosphäre zusammen mit dem Aufströmen von Mantelmaterial in den freiwerdenden Raum führte am Ende des Miozäns zu einer raschen Anhebung der darüber liegenden restlichen Lithosphäre einschließlich der Kruste und der Meerespassagen am Südrand von Iberia und Nordwest-Afrika. Diese Vorgänge im oberen Erdmantel wurden aus der zeitlichen und räumlichen Entwicklung der geochemischen Zusammensetzung von Vulkangesteinen in Südspanien, Nordmarokko und vom Meeresboden des dazwischenliegenden Teils des Mittelmeers (Alborán-See) rekonstruiert. Anhand von geochemischen Analysen und Altersdatierungen konnte gezeigt werden, dass sich die Zusammensetzung der Vulkangesteine in der Region zwischen 6,3 und 4,8 Millionen Jahren, also weitgehend zeitgleich mit der Austrocknung des Mittelmeers, drastisch änderte (vom Subduktions- zum Intraplattentyp). Dieser Wechsel weist stark auf einen ursächlichen Zusammenhang zwischen Vorgängen im Erdmantel und der Messinischen Salinitätskrise hin. Unterstützt wird das Modell von thermomechanischen (geophysikalischen) Berechnungen, die zeigen, dass die Vorgänge im oberen Erdmantel zu einer Anhebung der Meeresstraßen um knapp einen Kilometer und somit über den Meeresspiegel verursacht haben können. Dadurch kam es zu einer Verschließung der Meerespassagen, Isolierung und letztlich Austrocknung des Mittelmeers.
Laut Clauzon et al. (1996) begann die Salinitätskrise vor 5,75 Millionen Jahren, laut Krijksman et al. (1999) jedoch bereits vor 5,96 Ma. Beide Autoren schlagen eine Zweiteilung der Salinitätskrise vor. Während Clauzon annimmt, dass in der ersten Phase (5,75–5,60 Ma) nur ein moderater Rückgang des Meeresspiegels stattfand, bei dem sich nur in den Randbereichen des Mittelmeeres Evaporite ablagerten, und dass darauf eine Phase (5,60–5,32 Ma) der völligen Abschnürung und Eindampfung gefolgt sei, in der sich die Evaporite in den tiefen Becken und die riesigen Canyons gebildet hätten, schlägt Krijksman hingegen vor, dass letzteres bereits in der ersten Phase (5,59–5,50 Ma) geschehen sei, während sich in der zweiten Phase (5,50–5,33 Ma) die zyklischen Evaporitablagerungen in einem großen Lago-Mare-Becken („Meersee“) gebildet hätten.

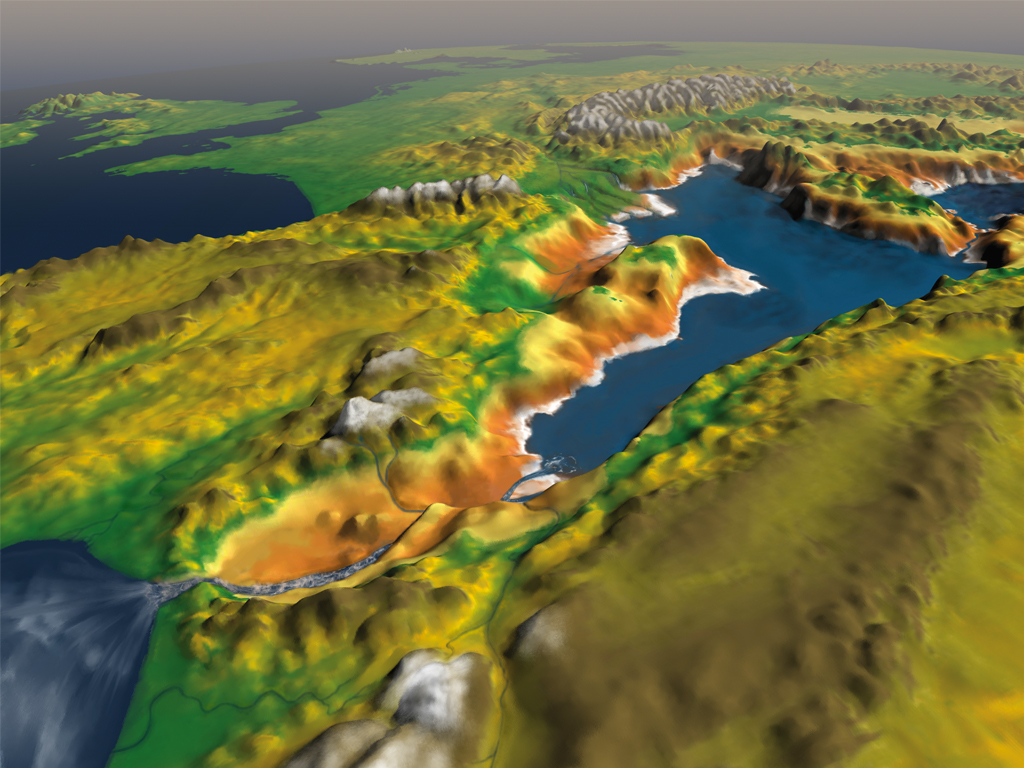
Rekonstruktion der Meerenge von Gibraltar an der Wende vom Miozän zum Pliozän.

Vor ungefähr 5,33 Millionen Jahren, an der Wende vom Miozän zum Pliozän, erfolgte nach neuesten Erkenntnissen zunächst eine leichte Senkung der Landbrücke zwischen Europa und Afrika, sodass für einige Jahrtausende nur geringe Wassermengen aus dem Atlantik in das ausgetrocknete Mittelmeerbecken schwappten. Nach und nach grub sich das Wasser immer tiefer in die Landbrücke, bis schließlich durch einen 200 Kilometer langen und bis zu 11 Kilometer breiten Kanal etwa 100 Millionen Kubikmeter pro Sekunde einströmten und dabei mit einer Geschwindigkeit von 144 Kilometer pro Stunde den Strömungskanal um 40 Zentimeter pro Tag vertieften. Insgesamt wurden dabei 500 Kubikkilometer Gestein weggewaschen. Das führte dazu, dass auf dem Höhepunkt dieses Vorgangs der Wasserspiegel im Mittelmeerbecken täglich um mehr als 10 Meter anstieg, bis nach maximal zwei Jahren das Mittelmeer wieder aufgefüllt war. Seither ist diese Meerenge die einzige natürliche Verbindung zwischen Atlantik und Mittel- und Schwarzem Meer.
Im letzteren Fall wäre das erneute und endgültige Fluten des Beckens durch einen vermutlich verhältnismäßig engen, aber tiefen Kanal in der Straße von Gibraltar ein sehr viel weniger spektakulärerer Vorgang gewesen als bisher gedacht. Das grandiose Bild von einem tausend Meter hohen Wasserfall, tausendmal so mächtig wie die Niagarafälle, der tosend in die tiefen Wüstenbecken einbricht, wie es besonders von Kenneth Hsü popularisiert wurde, müsste damit wohl etwas revidiert werden. Auch Befunde auf Sizilien sprechen zumindest in der Endphase nur für eine zügige, aber nicht für eine katastrophale Flutung des Mittelmeeres.
Bei den isolierten Evaporit-Vorkommen auf den Festländern rund um das Mittelmeer handelt es sich übrigens meistens um Sedimente in kleineren, aber auch höher gelegenen Randbecken, die während späterer Gebirgsbildungsphasen über den Meeresspiegel angehoben wurden, zum Beispiel in Italien, auf Sizilien und auf Kreta. Die Becken in Südspanien und Nordwestafrika hingegen bildeten bis zur Öffnung der Straße von Gibraltar die einzige Verbindung zum Atlantik. Schon geringe tektonische Bewegungen oder eustatische Meeresspiegelschwankungen in dieser Region konnten die Verbindung mit dem Atlantik, mit dem Mittelmeer, aber auch mit den einzelnen Teilbecken untereinander blockieren oder wiederherstellen. Damit bildet die tektonische und sedimentäre Entwicklung der Betischen Straße und der Rif-Straße wahrscheinlich den Schlüssel zum endgültigen Verständnis der messinischen Salinitätskrise.

### Auswirkungen

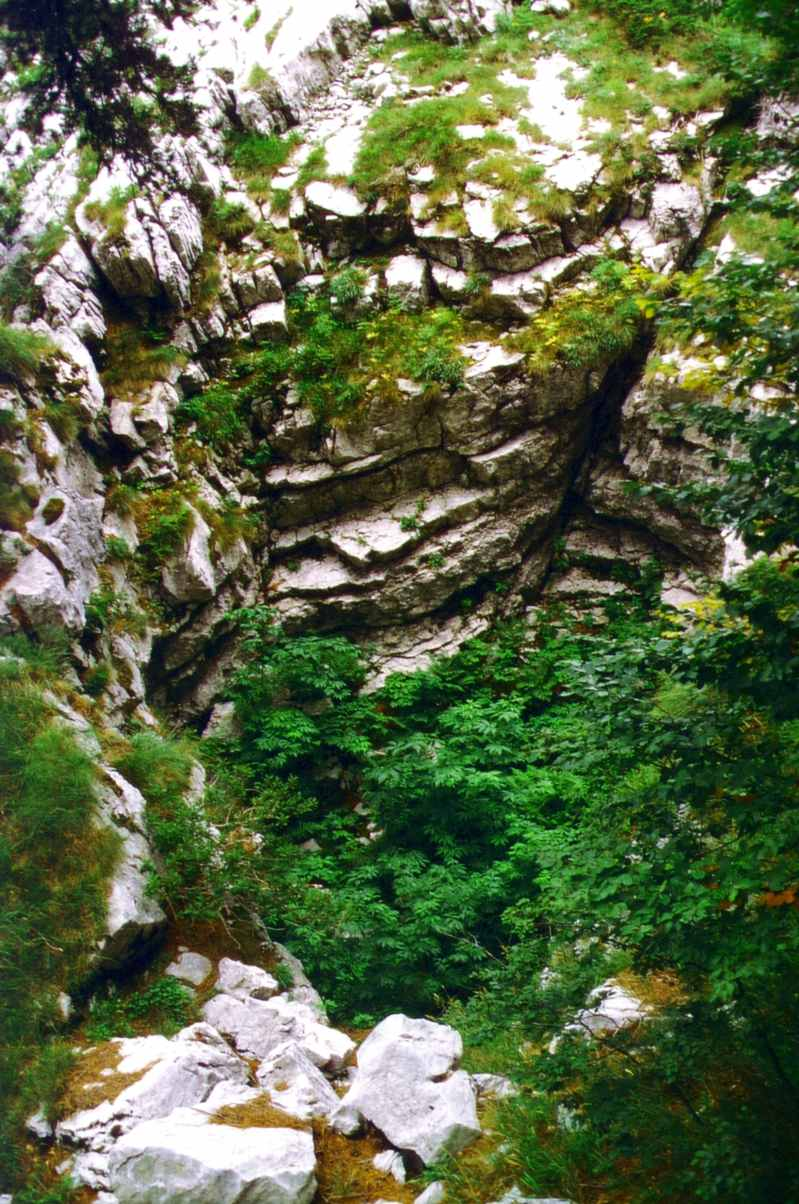
Blick über den Rand eines tiefen Ponors (Schluckloch) im Karst des Orjen-Gebirges in Montenegro

Neben der Erosion der untermeerischen Canyons wird die Austrocknung des Mittelmeeres auch für die tiefgreifende Verkarstung im Norden und Osten der Adria verantwortlich gemacht sowie für die rasche Abtragung der Alpen.
Bei der Bewertung der klimatischen Folgen der messinischen Salinitätskrise ist es oft schwer, Ursache und Wirkung zu unterscheiden. Hat die vermehrte Bildung von Gletschern eine globale Senkung des Meeresspiegels ausgelöst und somit die Abschnürung des Mittelmeeres bewirkt? Oder hat die Bindung enormer Mengen von Salz die Salinität des Weltmeeres verringert, damit den Gefrierpunkt des Meerwassers erhöht und die Bildung von Eis gefördert? Jedenfalls lässt sich während des Miozäns ein trockeneres, steppenartiges Klima in Teilen Mitteleuropas nachweisen, während im Pliozän, nach der Flutung des Mittelmeeres, das Klima immer feuchter und kühler wurde, bis hin zur letzten Eiszeit.
Während der Boden des Mittelmeeres weitgehend trocken und wüstenartig war, breiteten sich Nadelwälder von den umliegenden Plateaus die Kontinentalabhänge hinunter aus. Die heutigen Mittelmeerinseln bildeten hohe Bergesgipfel mit alpiner Flora. Nach der Flutung überlebten diese Vergesellschaftungen zum Beispiel auf Sardinien und Korsika, während sie sich anderswo wieder in die Hochgebirge zurückzogen. Anscheinend erlaubte die Austrocknung auch die Wanderung vieler Tierarten aus Afrika nach Europa, wie Wildpferde und sogar Flusspferde, die sich dann zuweilen, wie die Ziegenartigen auf den Balearen (Myotragus balearicus), nach der Flutung zu Zwergformen weiterentwickelten. Hsü spekulierte sogar, ob die Versteppung großer Teile Afrikas, die man oft für das „Herabsteigen aus den Bäumen“ der frühen Hominiden verantwortlich macht, nicht ebenfalls von der Salinitätskrise bewirkt worden sein könnte.

### Zukünftige Entwicklung
Schon heute ist das Mittelmeer wegen seiner hohen Verdunstungsrate und der geringen Öffnung der Straße von Gibraltar wieder deutlich salziger als zum Beispiel der Nordatlantik. Ebenso ist die Straße von Gibraltar bereits wieder seichter als im Pliozän. Man darf davon ausgehen, dass sie sich wahrscheinlich in zwei oder drei Millionen Jahren wieder schließen wird.

## Trivia
In seinem Science-Fiction-Roman Der letzte Tag der Schöpfung aus dem Jahre 1981 lässt der Autor Wolfgang Jeschke Menschen in die Zeit der messinischen Salinitätskrise zurückreisen.